# 泰晤士河
泰晤士河（i/tɛmz/，TEMZ）是位於南英格兰的一条河流，全長346公里，流經英格蘭的三個郡，為英格蘭最長之河流、英國第二长河，次于354公里的塞文河，也是全世界水面交通最繁忙的都市河流和倫敦地標之一。在泰晤士流域形成了許多英格蘭城市，除去倫敦之外，還有牛津、雷丁和溫莎等。
泰晤士河在英國有非常重要的經濟地位，在工業革命之後因為大規模的河上運輸導致河流污染，因而引發了包括瘟疫、大惡臭等一系列的問題，隨著重工業的減少其情況已經改善了許多。
而其於英國文化意義也不可忽視。泰晤士河是許多英國水上運動，如牛津劍橋賽艇對抗賽、1908年夏季奧運會划艇賽、1948年夏季奧運會划艇賽的舉辦地。《柳林風聲》等文學作品也是以泰晤士河流域的風物為背景寫成的。

## 語源學
“Thames”一詞來自中古英語“Temese”，後者來自凱爾特語“Tamesas”（源自*tamēssa），拉丁語記為“Tamesis”，即現代該河威爾士語“Tafwys”的來源。 此名的意思可能是“黑暗”，與俄語“темно”、梵語“tamas”及愛爾蘭語“teimheal”、威爾士語“tywyll”同源，此外與中古愛爾蘭語的“teimen”（深灰）也有關係。但也有一些學者認為它並非來自印歐語系，也有人認為它的确来自印歐語系，只不過出自凱爾特不列顛時代之前。
英國的海員常把它叫做“倫敦河”（London River）。

## 地理

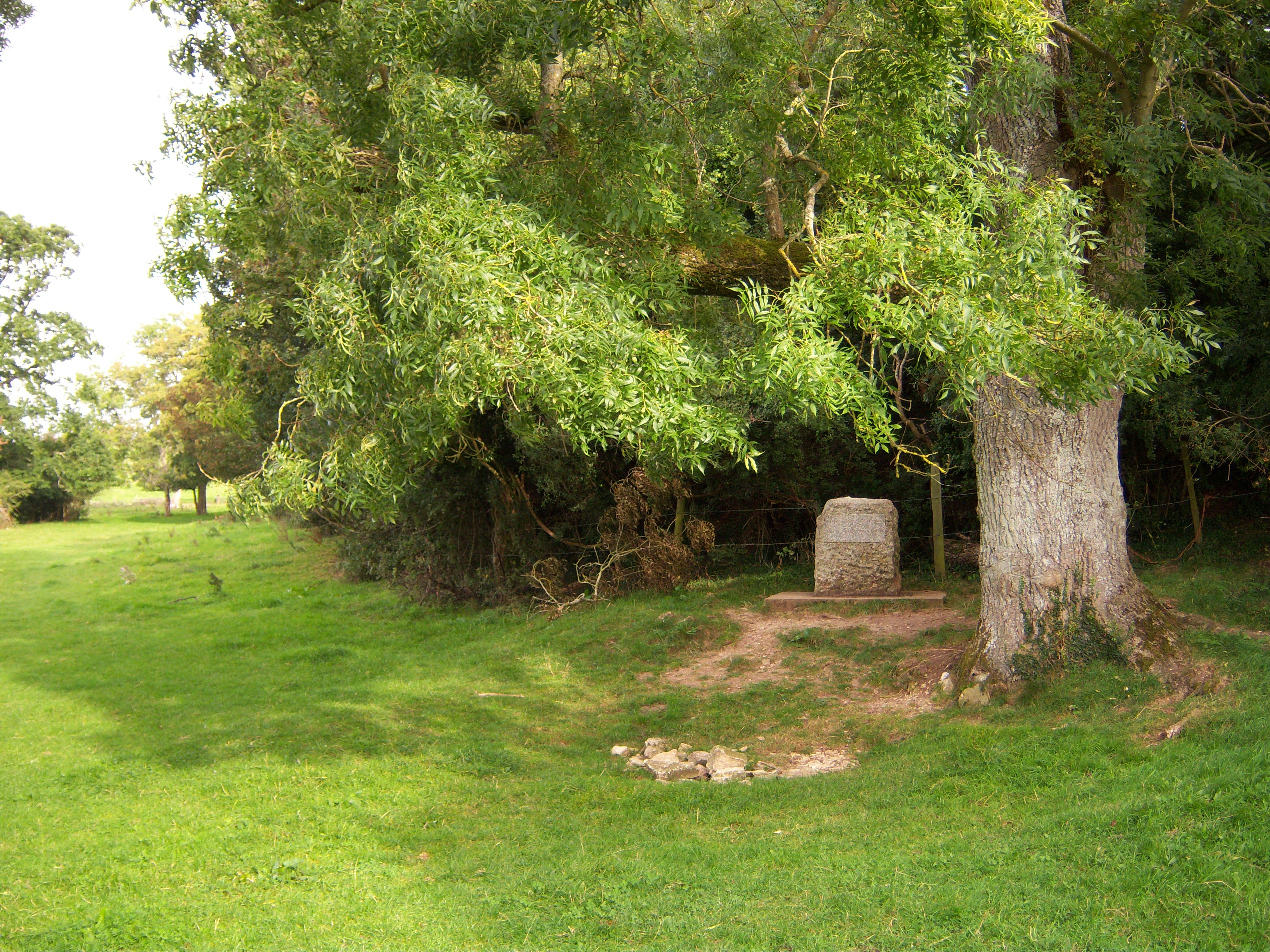
今日泰晤士河源头的石碑

據研究在50萬年前，泰晤士河已經基本上開始沿現有河道路線流動了。而在2萬年前，大不列顛仍與歐洲大陸版塊連接，而泰晤士河的源頭亦據稱是位處威爾斯，一直流到與萊茵河等其他歐洲大陸河流匯合。至後期版塊發生移動，源頭有所改變，而泰晤士河盡頭也變成北海。

### 地理史
大約5800萬年前古新世末期的贊尼特階，泰晤士河形成了單獨的河道。直到大約50萬年前，泰晤士河已經大致沿現有河道路線流動，即途經牛津、倫敦等地而到達伊普斯維奇市流入北海。在冰河時期末端，源頭的冰層開始溶解，大量水湧入泰晤士河，使河道進一步擴展，而成為今日的形態。
大約45萬年前更新世盎格魯階的冰河時期，冰川最遠覆蓋到了倫敦東部的霍恩彻奇。它阻塞了流經相當於現在赫特福德郡的河流，從而形成了一個大湖。後來河水衝破阻攔，改道流經現在的倫敦。
上一次冰河時期冰川的最後一次擴張使得其覆蓋了現在西北米德爾塞克斯的大部分土地，最終迫使史前泰晤士河幾乎完全改至現在的河道。大約2萬年前的末次冰期時，不列顛經由北海盆地排乾形成的多格蘭與歐洲大陸相連，泰晤士河流到現在的荷蘭和比利時一帶，與萊茵河、默兹河和斯海爾德河匯合，它們最終合流形成海峽河（Channel River），後者最終注入英吉利海峽西部的大西洋。

#### 現在
在泰晤士河改道到現在的位置後，泰晤士河口、泰晤士河谷和周邊的利河谷下游形成了沼澤。例如現在蘭貝斯教區北部在古時就稱“蘭貝斯沼澤”（Lambeth Marshe），但在18世紀時被排乾，而現在當地還有名為“Lower Marsh”的街道。此外，此時利河、泰伯恩河匯入泰晤士河，也形成了索尼島等島嶼。

## 生物

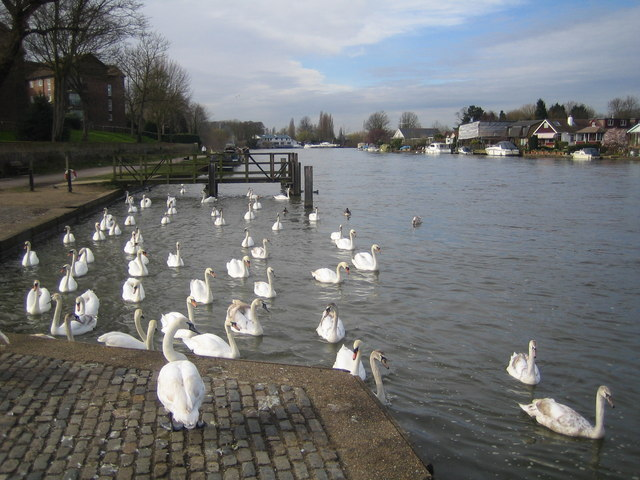
泰晤士河畔沃爾頓河段的一群天鵝

雖然泰晤士河的生物因人類活動而受到威脅，一些物種甚至在當地瀕危，但泰晤士河流域仍然有許多野生動物生活，常見的包括綠頭鴨、普通鸕鶿、棕頭鷗和銀鷗。疣鼻天鵝也較為常見，偶爾還可以看到黑天鵝。引入的非本土生物有加拿大雁、埃及雁和斑頭雁等。
鮭魚和鰻魚都是泰晤士河中常見的魚類，後者還被做成了倫敦地區的一道名菜鱔魚凍。此外常見的魚種還包括歐鰱、湖擬鯉、白斑狗魚和各種比目魚。
2008年發現歐洲海馬曾出現在泰晤士河中，一些水生哺乳類，如灰海豹和斑海豹在泰晤士河口聚居，在河上游的一些地區偶然也能見到他們。也曾有人在河中目擊到寬吻海豚和鼠海豚。
2006年1月20日，一條長達5（16英尺）的拜氏鲸出現在泰晤士河倫敦市中心地區，而這種鯨一般指生活在深海，上一次在泰晤士河中看到這種鯨已經是1913年的事情了。這種極不正常的當時得到了大量的關注，人們在圍觀這頭被稱為“泰晤士河鯨”（River Thames whale）的鯨時發現它幾乎擱淺，又因為撞到了小船而流血。12小時之後它再次出現在格林尼治附近水域。倫敦港務局和倫敦警察廳將它捕捉上來用試圖運到海中釋放，但最終這頭鯨因為體力過差而在運送途中死亡。

## 人類史

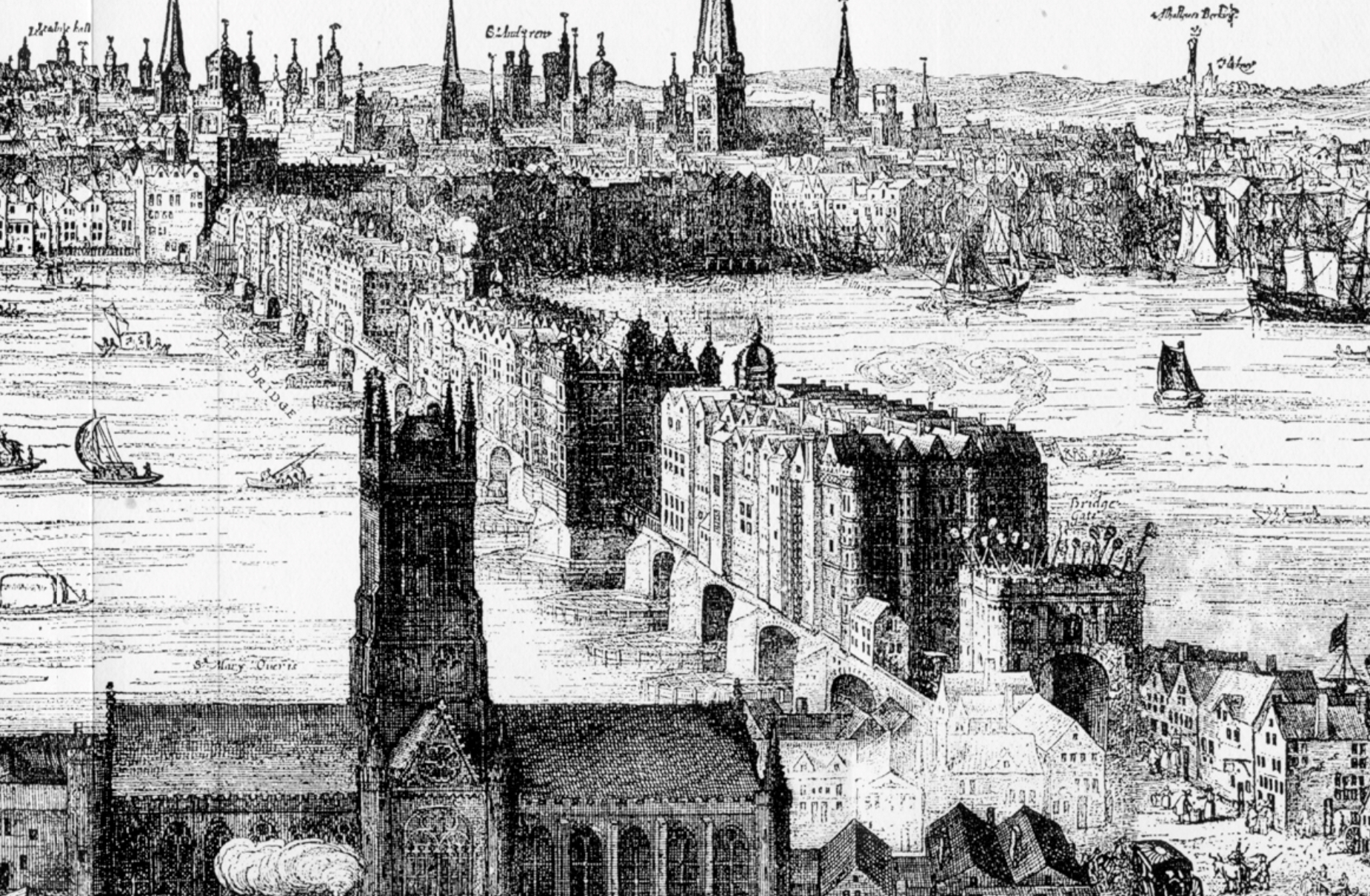
1616的克拉斯·凡·維斯切的版畫，其上是倫敦橋和薩瑟克座堂

### 早期
有考古證據顯示在新石器時代就已經有人類在泰晤士河流域生活了。大英博物館有一隻公元前3300年至前2700年的雕花碗，發掘地點就是流經白金漢郡小村Hedsor的泰晤士河。人工湖多尼湖的挖掘過程中也發現了大量的人類用具。泰晤士河沿岸的莱赫雷德、庫克漢姆及泰晤士河河畔森伯里也有許多青銅時代遺址。
許多記載凱撒大帝在前54年第二次進軍不列顛的文獻中也提到了泰晤士河之名。實際上，泰晤士河河畔有許多古羅馬和薩克森人的聚居地，例如泰晤士河流域地名中帶有“ing”的泰晤士河畔戈林（Goring-on-Thames）和雷丁（Reading）都有一定的薩克森起源。

### 中世紀到近代
早在1300年代，泰晤士河就成為了倫敦的排污河。在1357年時，愛德華三世說道：“糞與其他污物积聚在河岸上...煙與惡臭因此而瀰漫”。除去污穢之外，冬季有時泰晤士河會結冰，因此後來形成了泰晤士河冰凍博覽會（Frost fair）這樣的傳統，最早的冰凍博覽會舉行於1607年。
倫敦國際地位的提高使得泰晤士河上的貿易頻繁起來，到了十八世紀，它已經是大英帝國和世界上最繁忙的河道之一。河上遊開始修建船閘來解決通航不暢的問題。1814年氣候轉暖，之後泰晤士河就再也沒有完全凍結過了。而1825年建造的新的倫敦橋減少了橋墩數量，因此河流更加暢通，這也減少了其凍結的可能性。

### 維多利亞時代到現代

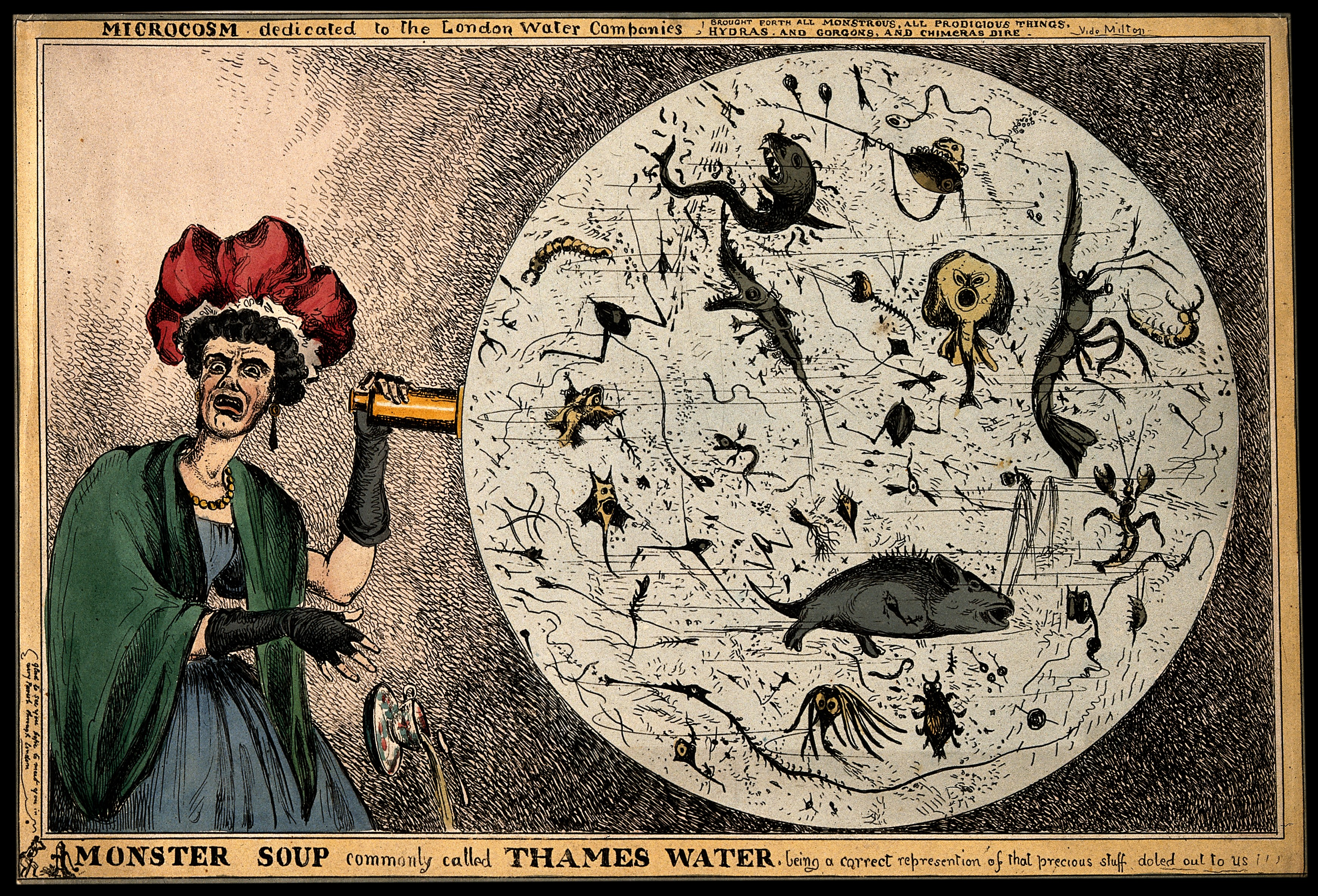
威廉·希斯的諷刺卡通畫，描繪的是一名婦女在觀看一滴泰晤士河水中的怪物

19世紀倫敦市河段的泰晤士河水質愈加惡化，導致多起霍亂爆發，1832年至1865年爆發的四起嚴重霍亂殺死了數萬人。阿爾伯特親王之死也是由於在溫莎城堡旁邊骯髒泰晤士河傳染了傷寒。1850年代抽水馬桶流行開來之後情況就更加不堪了。1858年的大惡臭使得河邊西敏宮的下議院都不得不停止工作。約瑟夫·巴泽尔杰特修建了一系列的衛生下水道之後，加上水庫和抽水站的陸續建立，其污染情況稍稍好轉。
隨著水路交通和大英帝國的衰落，雖然倫敦港還是英國主要港口之一，泰晤士河的重要性已經不可避免地開始降低了。而後重工業和其他一些污染企業也開始減少，使得泰晤士河水質有了明顯的好轉。
泰晤士河亦有水患，1928年、1947年和1957年發生三次大洪水。1980年代前期，防洪設備泰晤士河水閘建成啟用。1990年代末7英里（11）長的銀禧河（Jubilee River）也提供了額外的排洪渠道。

## 經濟

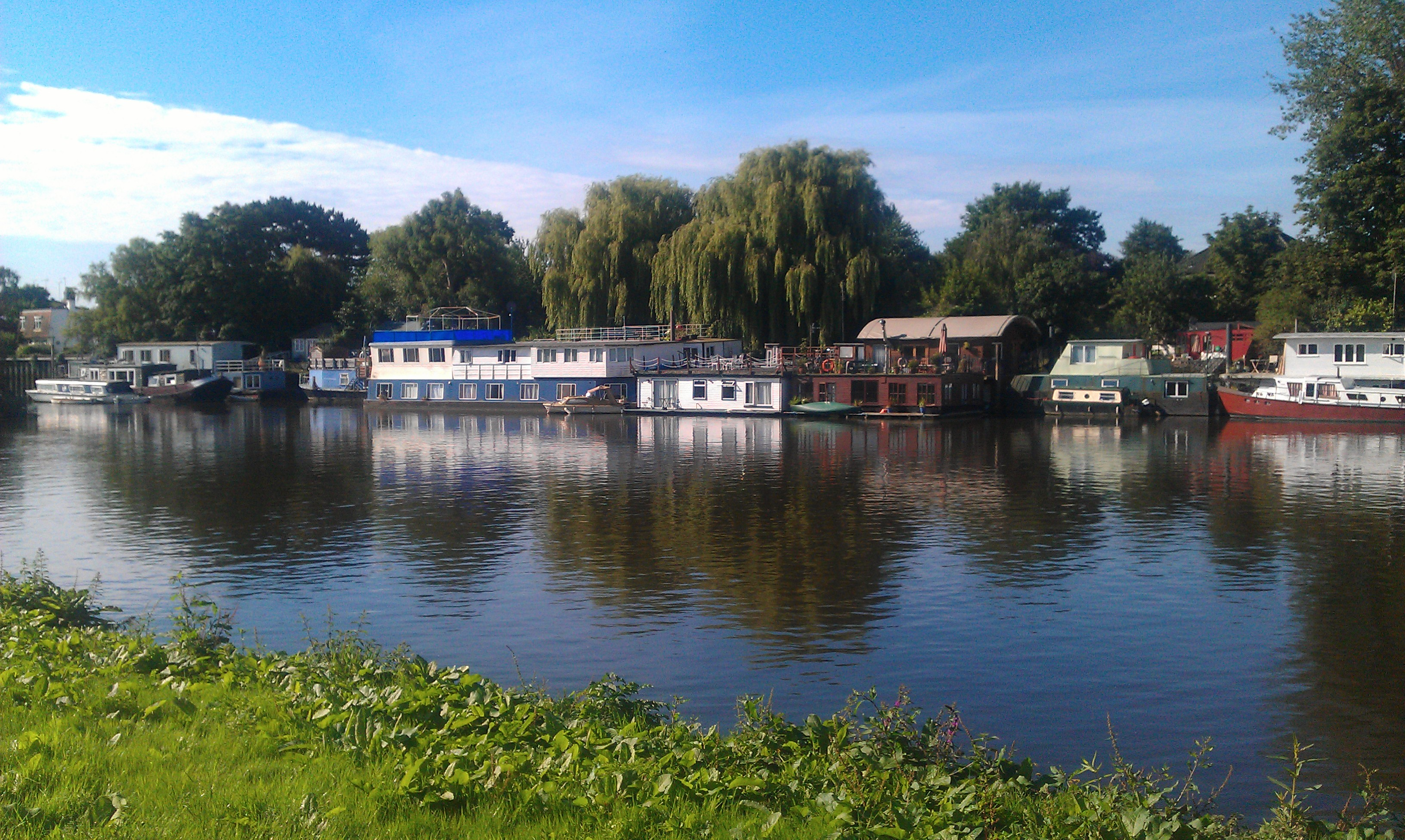
倫敦圣瑪格麗特附近泰晤士河上的船屋

泰晤士河是周邊地區飲用水的重要來源之一，這些來自泰晤士河的飲用水由泰晤士水務公司負責處理。泰晤士水務環路是倫敦的主要供水設施。過去泰晤士河上漁業（特別是鰻魚捕撈）是除去航運之外較主要的經濟活動之一，此外周邊城市的水磨也需要泰晤士河提供動力。
倫敦中心有許多大廈是沿著泰晤士河建造的，“河景”是其賣點之一。而河上也常能看到各種有人居住的船屋。

### 旅遊

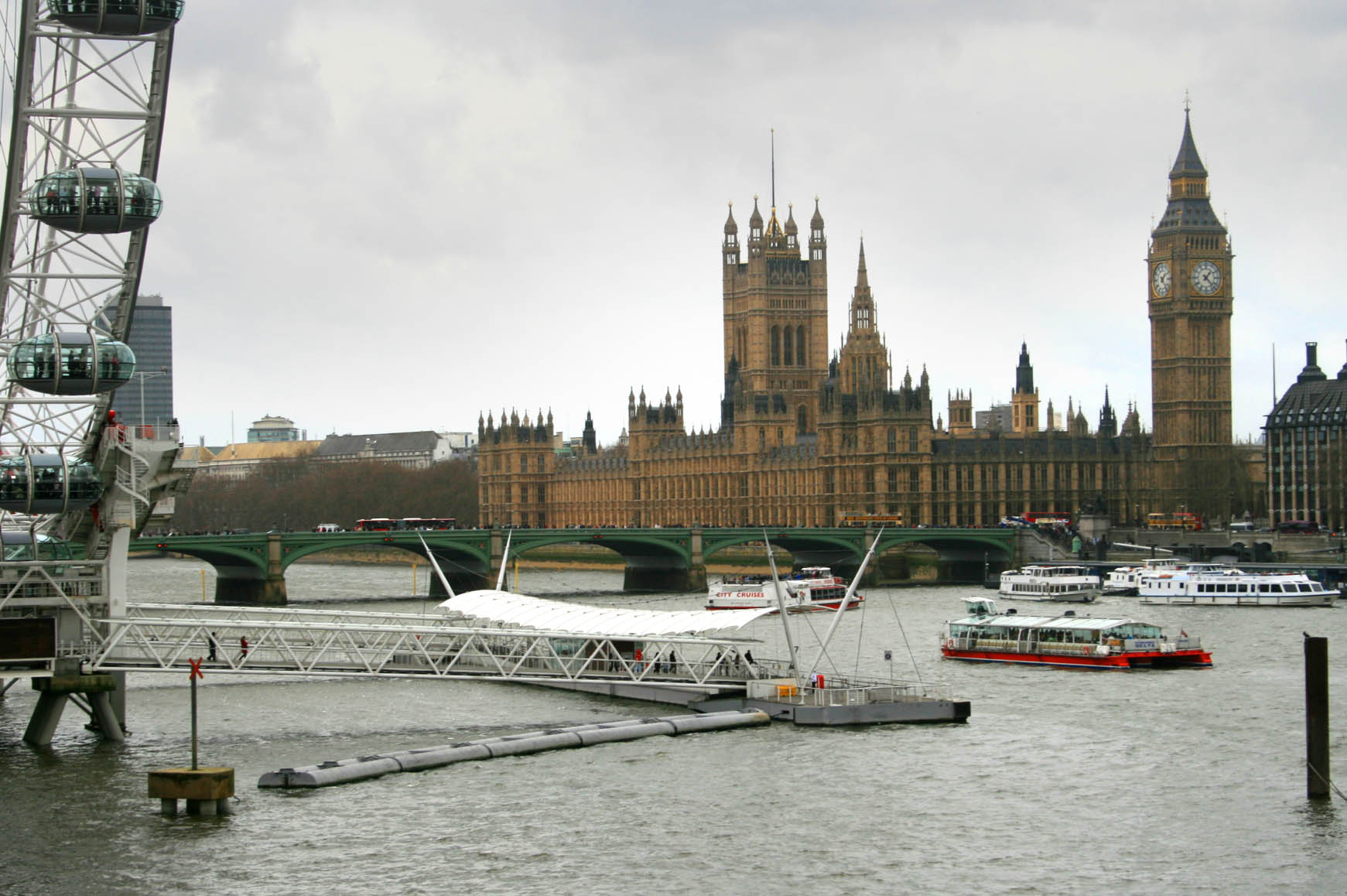
泰晤士河上的遊輪

倫敦有許多的河上觀光船，倫敦河務公司提供倫敦段泰晤士河上的交通服務。在夏季，牛津到特丁頓之間有“Salters Steamers”和“French Brothers”兩大公司提供旅客運輸服務。實際上泰晤士河上還有各種小型私人公司提供著類似的服務。

## 運動

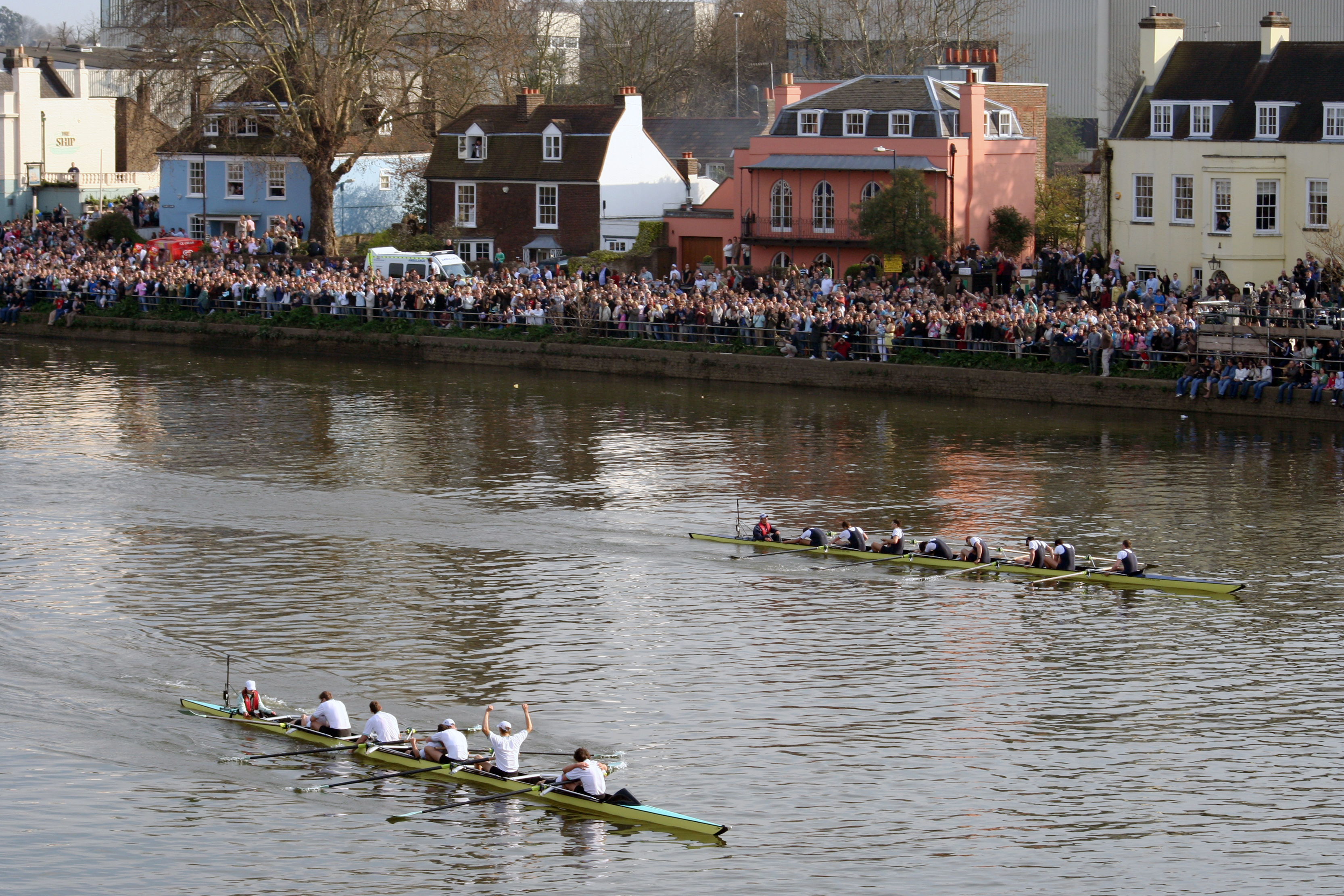
劍橋大學隊在2007年於牛津舉辦的牛津劍橋賽艇對抗賽中率先衝過終點

泰晤士河上最著名的運動就是划船，英國有數目眾多的划船協會、俱樂部，如隸屬於國際划船聯盟的“British Rowing”。牛津大學和劍橋大學的划船俱樂部會在泰晤士河上舉辦一年一度的牛津劍橋賽艇對抗賽，除去這項賽事之外，還有河王之爭（Head of the River Race）等一些其他的划船比賽。1908年和1948年夏季奧運會划艇賽都是在這條河上舉行的。
而帆船、快艇、獨木舟等也都有相應的泰晤士河賽事。成立於1866年，號稱世界上最古老的獨木舟俱樂部“皇家獨木舟俱樂部”（Royal Canoe Club）自1950年開始幾乎每年復活節都會在河上舉辦現在叫做“迪韦齐斯到威斯敏斯特國際獨木舟賽”的比賽，其比賽航道從肯尼特和埃文運河一直延伸到西敏橋。此外1948年夏季奧運會的獨木舟賽也是在泰晤士河上舉辦的。
2006年英國游泳運動員路易斯·皮尤成為世界上第一個遊完泰晤士河全程325千米的人，他總共花費了21天才達成此項記錄。考慮到河上游泳的危險性和對其他河上事務的影響，2012年6月倫敦港務局宣佈：未經允許任何人不得在普特尼橋到克羅斯密斯之間的河段游泳，這一規定實際上使得整個倫敦中心區的泰晤士河段都變成了禁游區。